# Équipe des Pays-Bas masculine de water-polo

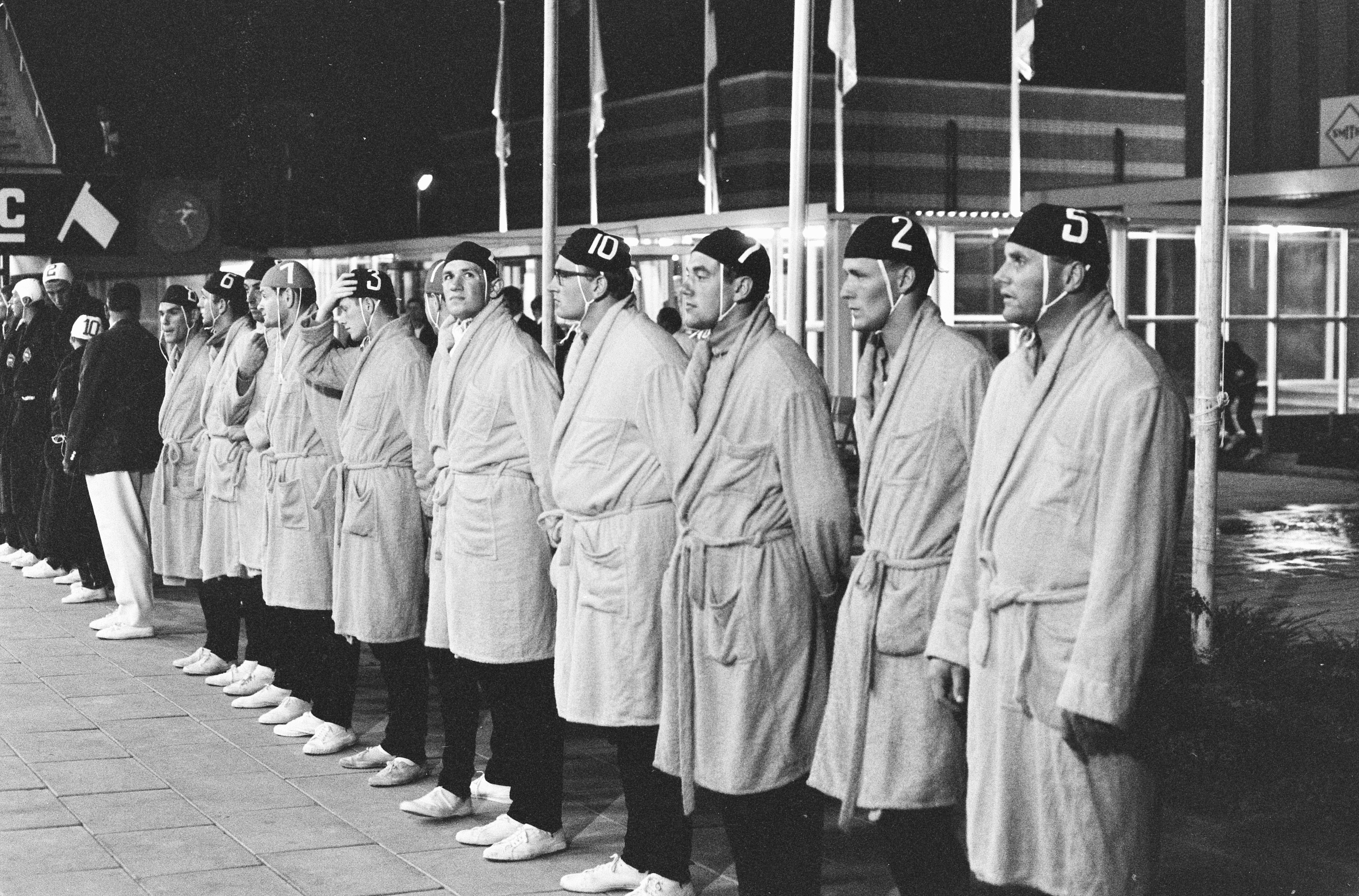
Championnats d'Europe de natation à Utrecht, water-polo Pays-Bas contre l'Espagne 4-1

 (décembre 2014).
Si vous disposez d'ouvrages ou d'articles de référence ou si vous connaissez des sites web de qualité traitant du thème abordé ici, merci de compléter l'article en donnant les références utiles à sa vérifiabilité et en les liant à la section « Notes et références ».
L'équipe des Pays-Bas de water-polo masculin est la sélection nationale représentant les Pays-Bas dans les compétitions internationales de water-polo masculin. La gestion de cette équipe revient à la Fédération nationale, la Koninklijke Nederlandse Zwembond (KNZB).
Les Néerlandais sont médaillés de bronze aux Jeux olympiques de 1948 et de 1976, et d'or au Championnat d'Europe de 1950.

## Performances dans les compétitions internationales

### Jeux olympiques
- 1980 : 6e place
- 1984 : 6e place
- 1992 : 9e place
- 1996 : 10e place
- 2000 : 11e place